# 건평 (후연)
건평(建平)은 중국 후연(後燕) 소무제(昭武帝)의 첫 번째 연호이다. 398년 10월에서 399년 1월까지 4개월 동안 사용하였다.
같은 시기에 사용된 다른 연호로는 동진(東晉)에서 사용한 융안(隆安 : 397년 ~ 401년), 후진(後秦)에서 사용한 황초(皇初 : 394년 ~ 399년), 서진(西秦)에서 사용한 태초(太初 : 388년 ~ 400년), 후량(後凉)에서 사용한 용비(龍飛 : 396년 ~ 399년), 북량(北凉)에서 사용한 신새(神璽 : 397년 ~ 399년), 남량(南凉)에서 사용한 태초(太初 : 397년 ~ 399년), 북위(北魏)에서 사용한 황시(皇始 : 396년 ~ 398년), 천흥(天興 : 398년 ~ 404년)이 있다. 중국 이외의 다른 국가에서 사용한 연호로는 고구려(高句麗)에서 사용한 영락(永樂 : 391년 ~ 412년)이 있다.

## 개원
영강(永康) 3년 10월 17일(398년 11월 12일)에 연호를 건평(建平)으로 개원함.

## 연대대조표
| 건평                | 원년                           | 2년                 |
| 서력                | 398년                          | 399년               |
| 육십간지 (六十干支) | 무술(戊戌)                     | 기해(己亥)          |
| 동진 (東晉)         | 융안(隆安) 2년                 | 3년                 |
| 후진 (後秦)         | 황초(皇初) 5년                 | 6년 홍시(弘始) 원년 |
| 서진 (西秦)         | 태초(太初) 11년                | 12년                |
| 후량 (後凉)         | 용비(龍飛) 3년                 | 4년 함녕(咸寧) 원년 |
| 북량 (北凉)         | 신새(神璽) 2년                 | 3년 천새(天璽) 원년 |
| 남량 (南凉)         | 태초(太初) 2년                 | 3년                 |
| 북위 (北魏)         | 황시(皇始) 3년 천흥(天興) 원년 | 2년                 |
| 고구려 (高句麗)     | 영락(永樂) 8년                 | 9년                 |

## 같이 보기
- 다른 왕조의 같은 연호
  - 전한(前漢) 건평(기원전 6년 ~ 기원전 3년)
  - 후조(後趙) 건평(330년 ~ 333년)
  - 남연(南燕) 건평(400년 ~ 405년)
  - 서연(西燕) 건평(386년)

- 중국의 연호